# Моцний Василь Кузьмович
Василь Кузьмович Моцний (нар. 14 січня 1952, с. Головківка, Олександрійський район, Кіровоградська область) — голова Кіровоградської облдержадміністрації (1999—2003 та 2007—2009).

## Життєпис
Народився 14 січня 1952 року в селі Головківка На Кіровоградщині. Батько - Кузьма Леонтійович (1920—1999); мати - Таїса Павлівна (1930) — пенсіонери; дружина Людмила Іванівна (1954) — інженер-конструктор; сини Роман (1976) і Олександр (1978).
Освіта вища, у 1971 році закінчив Олександрійський індустріальний технікум, у 1980 році — Кіровоградський інститут сільськогосподарського машинобудування (нині Центральноукраїнський національний технічний університет), за фахом — інженер-механік, «Сільськогосподарські машини».
- Серпень 1967 — березень 1971 — учень Олександрійського індустріального технікуму.
- Квітень — травень 1971 — електрик Кизлярського електроапаратного заводу, Дагестан.
- Травень 1971 — травень 1973 — служба в армії.
- Липень 1973 — жовтень 1974 — електромонтажник Олександрійського електромеханічного заводу.
- Жовтень 1974 — грудень 1982 — майстер, грудень 1982 — квітень 1984 — головний інженер Олександрійського підприємства «Міськсвітло».
- Квітень 1984 — березень 1985 — начальник Олександрійського комбінату комунальних підприємств.
- Березень 1985 — вересень 1986 — завідувач відділу комунального господарства Олександрійського міськвиконкому.
- Вересень 1986 — квітень 1988 — перший заступник голови виконкому Олександрійської міськради народних депутатів.
- Квітень 1988 — березень 1991 — директор Олександрійського підприємства «Міськсвітло».
- Березень 1991 — липень 1994 — заступник голови виконкому — начальник управління житлово-комунального господарства, липень 1994 — квітень 1998 — міський голова, голова Олександрійської міськради народних депутатів.
- Травень 1998 — листопад 1999 — заступник голови з питань організаційно-кадрової роботи — керівник секретаріату, 3 листопада 1999 — 15 липня 2003 — голова Кіровоградської облдержадміністрації[2][3].
- Липень 2003 — січень 2004 — перший заступник Міністра промислової політики України[4][5].
- Січень 2004 — січень 2005 — заступник Міністра Кабінету Міністрів України[6][7].
- 2005—2006 — комерційний директор СВ ЗАТ «РосАгро».
- Вересень 2006 — грудень 2007 — заступник Міністра аграрної політики України[8][9].

Член Національної ради з узгодження діяльності загальнодержавних і регіональних органів та місцевого самоврядування (з грудня 2000).
Березень 2006 — кандидат в народні депутати України від Виборчого блоку «Влада народу», № 6 в списку. На час виборів: комерційний директор СВ ЗАТ «РосАгро», безпартійний.
З 10 грудня 2007 року Указом Президента України від 10 грудня 2007 року № 1198 призначений головою Кіровоградської обласної державної адміністрації. Звільнений з посади президентом Віктором Ющенком у зв'язку зі справою депутата Віктора Лозінського.

Василь Моцний, 31 травня 2009 року

У травні 2009 року Василю Кузьмовичу Моцному було присвоєно звання «Почесний громадянин Олександрії».
Державний службовець 1-го рангу (березень 2000).
Володів свинокомплексом у с. Дмитрівці Знам'янського району Кіровоградської області.

## Нагороди
- Почесна грамота Кабінету Міністрів України (січень 2002)[14]
- Орден «За заслуги» III ступеня (серпень 2001)[15]
- Орден Данила Галицького (червень 2008)[16]

## Виноски
1. ↑  Указ Президента України від 27 червня 2009 року № 496/2009 «Про звільнення В. Моцного з посади голови Кіровоградської обласної державної адміністрації»
2. ↑  Указ Президента України від 3 листопада 1999 року № 1438/99 «Про призначення В. Моцного головою Кіровоградської обласної державної адміністрації»
3. ↑  Указ Президента України від 15 липня 2003 року № 695/2003 «Про звільнення В. Моцного з посади голови Кіровоградської обласної державної адміністрації»
4. ↑  Указ Президента України від 15 липня 2003 року № 697/2003 «Про призначення В. Моцного першим заступником Міністра промислової політики України»
5. ↑  Указ Президента України від 11 січня 2004 року № 12/2004 «Про звільнення В. Моцного з посади першого заступника Міністра промислової політики України»
6. ↑  Указ Президента України від 11 січня 2004 року № 18/2004 «Про призначення В. Моцного заступником Міністра Кабінету Міністрів України»
7. ↑  Указ Президента України від 19 січня 2005 року № 52/2005 «Про відставку заступника Міністра Кабінету Міністрів України В. Моцного»
8. ↑  Постанова Кабінету Міністрів України від 7 вересня 2006 року № 1279 «Про призначення Моцного В.К. заступником Міністра аграрної політики України».
9. ↑  Розпорядження Кабінету Міністрів України від 19 грудня 2007 року № 1121-р «Про звільнення Моцного В.К. з посади заступника Міністра аграрної політики України».
10. ↑  Указ Президента України від 10 грудня 2007 року № 1198/2007 «Про призначення В. Моцного головою Кіровоградської обласної державної адміністрації»
11. ↑  Ющенко звільнив губернатора Кіровоградщини та голову Голованівської РДА. Архів оригіналу за 28 червня 2009. Процитовано 28 червня 2009.
12. ↑  Почесні громадяни міста Олександрії. Архів оригіналу за 28 вересня 2020. Процитовано 3 лютого 2021.
13. ↑  Указ Президента України від 21 березня 2000 року № 476/2000 «Про присвоєння рангу державного службовця»
14. ↑  Постанова Кабінету Міністрів України від 10 січня 2002 року № 26 «Про нагородження Моцного В.К. Почесною грамотою Кабінету Міністрів України».
15. ↑  Указ Президента України від 21 серпня 2001 року № 697/2001 «Про відзначення державними нагородами України працівників підприємств, організацій та установ»
16. ↑  Указ Президента України від 26 червня 2008 року № 584/2008 «Про відзначення державними нагородами України»